# Ménélaos d'Alexandrie
Pour les articles homonymes, voir Ménélaos.
Ménélaos ou Ménélaüs d'Alexandrie (vers 70 à Alexandrie - vers 140 à Rome) est un mathématicien et astronome grec. Par analogie avec la propriété qu'ont les droites dans le plan, de déterminer le plus court chemin entre deux points, il introduisit la notion de géodésique sur la sphère.

## Biographie
On sait par le dialogue de Plutarque Sur le visage qui est dans la Lune (Περὶ τοῦ ἐμφαινομένου προσώπου τῷ κύκλῳ τῆς σελήνης - De facie in orbe lunae) que Ménélaos passa une partie de sa vie à Rome, mais Pappos d'Alexandrie et Proclos laissent entendre qu'il avait étudié dans sa jeunesse à Alexandrie.
Ptolémée, au IIe siècle de notre ère, dit également dans son Almageste que Ménélaos observa deux occultations des étoiles α Virginis (Spica) et Beta Scorpii par la Lune à Rome en janvier 98, à seulement quelques jours d'intervalle. Pour Ptolémée, elles confirmaient la précession des équinoxes, un phénomène découvert par Hipparque au IIe siècle av. J.-C.

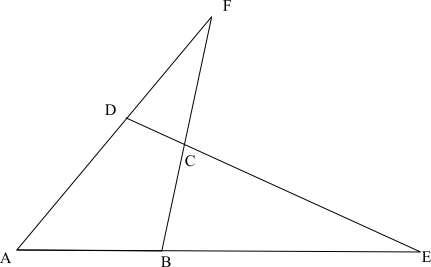
Théorème de Ménélaüs dans le plan.

Le théorème de Ménélaüs énonce que trois points C, D, E, appartenant respectivement aux droites (BF), (AF), (AB) tout en étant distincts de A, B, et F, sont alignés si et seulement si
{\displaystyle {\tfrac {\overline {DA}}{\overline {DF}}}\times {\tfrac {\overline {CF}}{\overline {CB}}}\times {\tfrac {\overline {EB}}{\overline {EA}}}=1.}
Les Sphériques est le seul traité de Ménélaos qui soit parvenu jusqu'à nous, et cela par une traduction arabe. Ces trois livres traitent de la géométrie de la sphère et de ses applications à l'astronomie. C'est ce traité qui définit le triangle sphérique comme formé par trois arcs de grands cercles, les trilatéraux, et qui contient le théorème de Ménélaüs, étendu aux triangles sphériques.
En 1935, l'union astronomique internationale a donné le nom de Menelaus à un cratère lunaire.

## Œuvres

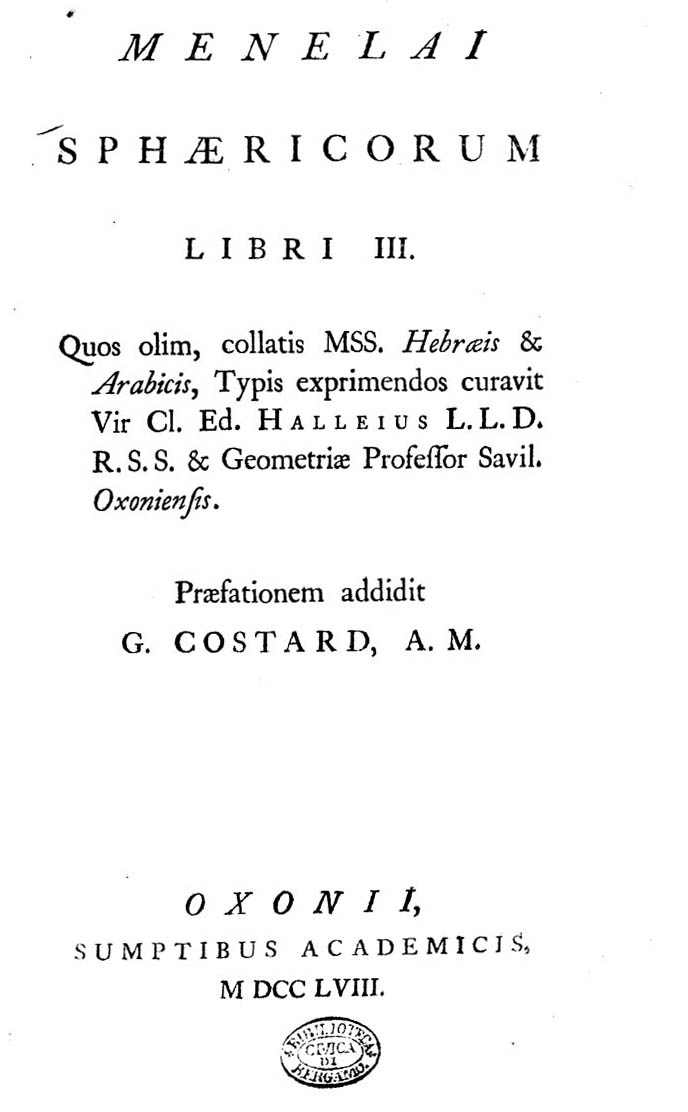
Sphaericorum — Libri tres.

On connaît par une tradition indirecte les titres de quelques traités de Ménélaos :
- Les Sphériques en trois livres, traduit en arabe par Ishaq ibn Hunayn en 910. Ce traité fut traduit en latin par Gérard de Crémone, puis Francesco Maurolico et enfin par Edmund Halley.
- Des cordes dans le cercle, en six livres, était connu de Théon d'Alexandrie
- Éléments de géométrie en 3 livres, traduits en arabe par Thabit ibn Qurra
- De cognitione quantitatis discretæ corporum permixtorum contenait, selon la tradition arabe, des expériences de pesée avec une balance hydrostatique.
- Ménélaos a peut-être également tenu un catalogue d'étoiles.